# 移剌按答
移剌按答，金朝契丹族大臣，移剌（耶律）姓，辽朝末降将移剌留斡的儿子。
移剌按答在金朝担任左奉宸。金熙宗初年，充护卫、任安州刺史，官至东京（今辽宁省辽阳市）副留守、尚书兵部侍郎。受命迁移迫近内地的西北、西南两路原设堡戍至极边安置，和泰州、临潢边堡相连接。金世宗大定六年（1166年）十月，充任高丽生日使。不久改任武定军节度使。因招揽边部有功，转任东北路招讨使，改临潢（今内蒙古巴林左旗）尹。